# Кэролл, Джеймс (учёный)
Джеймс Кэролл (1854, Вулвич — 1907, Вашингтон, округ Колумбия) — американский военный врач английского происхождения. Изучал жёлтую лихорадку и тиф, подтвердив инфекционную природу первой из этих болезней. Неоднократно ставил опыты на самом себе. Умер от жёлтой лихорадки.

## Биография
Попав в США через Канаду, в 1874 году Джеймс записался в американскую армию.
В 1891 он окончил Университет Мэриленда, где получил медицинское образование, а затем дополнительно изучал бактериологию у Генри Уэлча и помогал в лабораторной работе Уолтеру Риду, который открыл, что жёлтая лихорадка передаётся москитами. Вместе с Ридом и врачом по имени Джесси Уильям Лейзер они работали на Кубе в Комиссии по жёлтой лихорадке. Лейзер заразился сам и умер. Как выяснилось много лет спустя, это был не несчастный случай, но самоубийство. Кэролл также переболел лихорадкой, но поправился и закончил работу, убедительно доказав, что кровь больного содержит инфекционных агентов, по размеру более мелких, чем микробы.
В 1904 он, с разрешения армейского медицинского начальства, тестировал на себе и 12 добровольцах вводимую орально вакцину от тифа. Она оказалась неправильно приготовленной и привела к заражению семи добровольцев. Все они выжили, но эта случайность не позволила опубликовать результаты опытов. В конце концов, жёлтая лихорадка, с которой Кэролл контактировал, убила учёного. Он похоронен на Арлингтонском национальном кладбище.
Джеймс Кэролл являлся президентом en:United States and Canadian Academy of Pathology.